# Querkeil

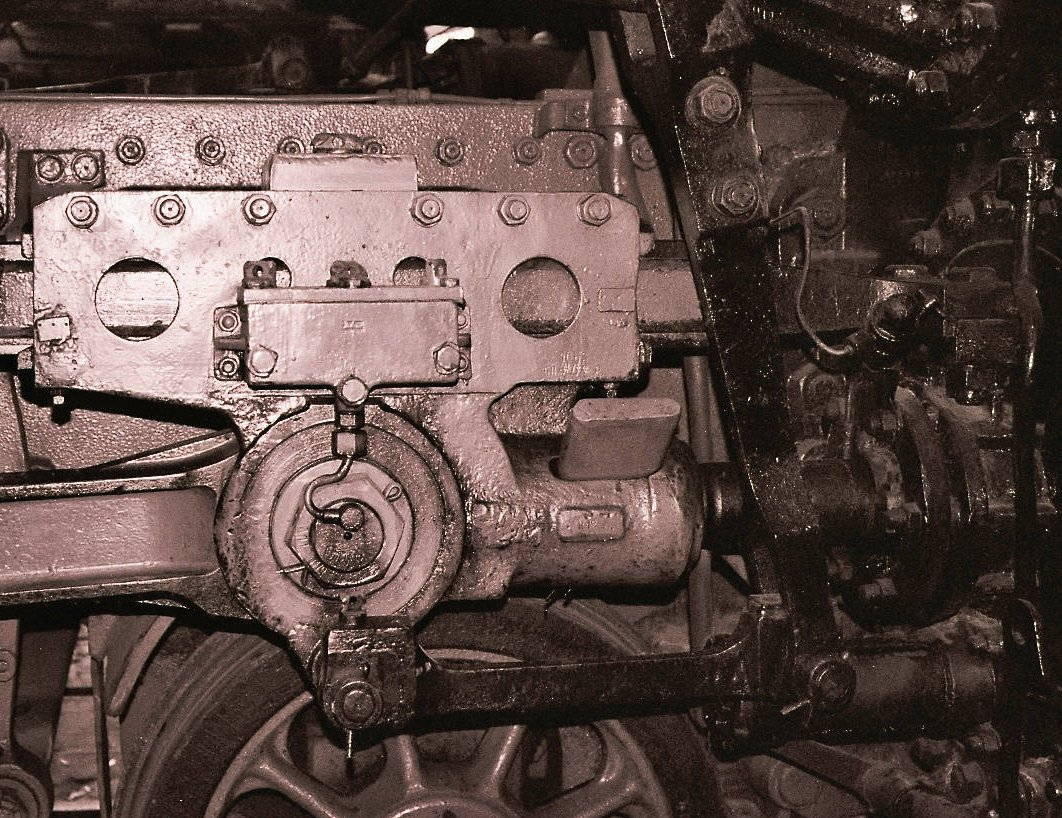
Der Querkeil ragt in der Bildmitte schräg aus dem Kreuzkopf einer Dampflokomotive heraus und verbindet diesen mit der von rechts im Kreuzkopf steckenden Kolbenstange.

Ein Querkeil ist ein keilähnliches Maschinenelement zur Verbindung stangenförmiger Bauteile mit einer Belastung durch eine Axialkraft. Der Querkeil wird nur noch selten angewendet. Der Winkel des Keiles beträgt je nach Anwendungsfall 8°07' bis 8°34' Winkelgrad. Die notwendigen Nuten in den zu verbindenden Bauteilen werden gefräst. Der geschmiedete Querkeil wird mit einem Hammer in die Nuten eingeschlagen.